# Władysław Nowakowski (ułan)
Władysław Nowakowski (ur. 1888, zm. 13 czerwca 1915 pod Rokitną) – wachmistrz Legionów Polskich, działacz niepodległościowy, kawaler Orderu Virtuti Militari.

## Życiorys
Urodził się w 1888 w rodzinie Stanisława. Przed wybuchem I wojny światowej pracował jako urzędnik w cukrowni w Szreniawie. Po wybuchu wojny zgłosił się do organizowanych przez Piłsudskiego oddziałów. Został przydzielony do II Brygady Legionów Polskich jako wachmistrz służbowy. Brał udział w walkach w Karpatach. W czasie szarży pod Rokitną był ochotnikiem, bo jako oficer rachunkowy był zwolniony z bezpośrednich działań wojennych. Poległ w czasie szarży.
15 czerwca 1915 roku, wraz z pozostałymi czternastoma poległymi w czasie ataku żołnierzami 2 szwadronu, został pochowany na cmentarzu w Rarańczy. W lutym 1923 roku zwłoki ułanów ekshumowano i uroczyście przewieziono na cmentarz Rakowicki w Krakowie. 26 lutego odbył się uroczysty pogrzeb. Generał broni Stanisław Szeptycki, w imieniu Józefa Piłsudskiego, udekorował trumny ułanów przyznanymi im pośmiertnie orderami.

## Ordery i odznaczenia
- Krzyż Srebrny Orderu Wojskowego Virtuti Militari nr 5490 – pośmiertnie 17 maja 1922[4][5]
- Krzyż Niepodległości – pośmiertnie 6 czerwca 1931 „za pracę w dziele odzyskania niepodległości”[6]